# 20 mai dans les chemins de fer
20 avril 20 juin
Chronologies thématiques
- Croisades
- Sports
- Disney

Cette page concerne les événements qui se sont déroulés un 20 mai dans les chemins de fer.

## Événements

### XXIesiècle
- 2006. France : le président Jacques Chirac a inauguré les deux premières lignes du tramway de Mulhouse, en attendant le tram-train attendu pour 2010. Une nouvelle ligne de tramway a également été inaugurée à Grenoble le même jour.